# Kashiba
Kashiba (香芝市 -shi) é uma cidade japonesa localizada na província de Nara.
Em 2003 a cidade tinha uma população estimada em 67 888 habitantes e uma densidade populacional de 2 801,82 h/km². Tem uma área total de 24,23 km².
Recebeu o estatuto de cidade a 1 de Outubro de 1991.